# Malik Jabir
Malik Jabir, né le 8 décembre 1944 à Tamale, est un footballeur ghanéen des années 1960 et 1970. Il évoluait au poste d'attaquant. Il s'est par la suite dirigé vers une carrière d’entraîneur.

## Carrière
En tant qu'international ghanéen, il participe à la Coupe d'Afrique des nations 1968, où il n'inscrit pas de but. Le Ghana termine finaliste de l'épreuve.
Il prend part ensuite aux Jeux olympiques de 1968, où il joue tous les matchs, et inscrit deux buts contre Israël, aux 18e et 79e minutes. Le Ghana est néanmoins éliminé au premier tour.
Puis, il joue la CAN 1970, où il inscrit le but qui qualifie le Ghana pour la finale. Mais son pays échoue une nouvelle fois en finale.
Enfin, il participe aux JO 1972, où il dispute tous les matchs du Ghana en tant que titulaire, sans inscrire le moindre but. Les Black Stars sont éliminés au premier tour.
Il fait également partie de la sélection africaine qui dispute la Coupe de l'Indépendance du Brésil, en 1972.
En club, il réalise toute sa carrière avec l'Asante Kotoko Kumasi.
En tant qu'entraîneur, il dirige lors de l'année 1997 la sélection du Burkina Faso, puis celle du Ghana en 2003. Il s'occupe ensuite de différents clubs, dont son club de toujours, l'Asante Kotoko entre 2005 et 2006, et le club burkinabé de l'ASFA Yennenga en 2007.
Depuis 2008, il figure dans l'encadrement sportif du club nigérian de Kano Pillars.
Le talent et la notoriété de Malik Jabir a dépasé les frontières ghanéennes au point que le footballeur burundais Fazir Malikonge a été surnommé Malik Jabir.